# Hardwareport
 For alternative betydninger, se Port.
En hardwareport eller kommunikationsport er en fysisk port på en computer, hvor man tilkobler andre enheder. De er: USB-porte; især af varianten USB-C (til fx tastatur, printer, mus, skanner...), ethernet-kabel, HDMI og andet.

## Historisk
En pc havde tidligere serielle og parallelle kommunikationsporte. De serielle porte kaldes i nogle styresystemer (Microsoft Windows m.fl.) com1:, com2: osv. afhængig af antallet, mens de parallelle kaldes lpt1: osv. "Lpt" er forkortelse for "Line PrinTer".
Andre tidligere pc-porte er til VGA-kabel og firewire.